# Riigikogu
Riigikogu (hrv.: "Državna skupština") jednodomni je nacionalni parlament Republike Estonije. Riigikogu je središte zakonodavne vlasti u Estoniji, a s obzirom na snažnu parlamentarnu strukturu republike, ujedno je i najvažnija politička institucija u zemlji. Uz osnovne zakonodavne ovlasti, Riigikogu je zadužen i za izbor premijera, predsjednika Vrhovnoga suda te (najčešće sam, ali uz moguće sudjelovanje predstavnika lokalne vlasti u širemu izbornom kolegiju) predsjednika. Riigikogu također odobrava i ratificira međunarodne sporazume, nadzire rad vojske, donosi proračun, nadzire rad izvršne vlasti i slično. 
Prvi estonski parlament utemeljen je 23. travnja 1919. godine, kada je Estonska ustavotvorna skupština započela sa zasjedanjem. Prvi izabrani Riigikogu zasjedanje je započeo 1920. godine, a do 1938. godine organizirano je ukupno pet izbora za zastupnike. Do 1938. godine, Riigikogu je bio jednodoman. Iste godine, ustavnim je promjenama podijeljen na dva doma - Poslanički dom (estonski: Riigivolikogu) kao donji, te Nacionalno vijeće (est.: Riiginõukogu) kao gornji dom. Uloga parlamenta značajno se mijenjala za Prve Republike. 
Od 1940. do 1990. godine, ulogu parlamenta preuzeo je Vrhovni sovjet Estonske SSR, a od 1990. do 1992. godine to je obnašalo Vrhovno vijeće Republike Estonije. Prema Ustavu iz 1992. godine, Riigikogu je ponovno uspostavljen kao jednodomni parlament sa 101 zastupnikom.